# Drag Race Thailand
Drag Race Thailand ist der seit 2018 erscheinende thailändische Ableger der US-amerikanischen Reality-Show RuPaul's Drag Race von und mit RuPaul, bei dem thailändische Dragqueens um den Sieg antreten, und wird von den thailändischen Dragqueens Art Arya und Pangina Heals moderiert.
Die erste Staffel der Show, die vom 15. Februar bis zum 5. April 2018 ausgestrahlt wurde, gewann Natalia Pliacam.; die zweite Staffel, die vom 11. Januar bis zum 5. April 2019 ausgestrahlt wurde, gewann Angele Anang als erste siegreiche Trans-Person bei einer Drag Race-Show.

## Format
Moderation und ständige Jury bilden die beiden thailändischen Dragqueens Art Arya und Pangina Heals, die als „RuPaul von Thailand“ gilt. Daneben sitzen in der Jury in jeder Episode zwei oder drei in Thailand prominente Gäste, die zum Teil auch bereits in der Maxi Challenge der jeweiligen Episode erscheinen und mit den Kandidatinnen interagieren.
Drag Race Thailand enthält in jeder Episode eine Mini Challenge, eine Maxi Challenge, bei der eine Kandidatin zur Gewinnerin erklärt wird, und eine Runway Challenge. Nach dieser werden die Punkte der Jury für die Maxi Challenge und den Runway zusammengerechnet. Die Teilnehmerin mit den insgesamt meisten Punkten wird zur Gewinnerin der Runway Challenge erklärt. Allerdings werden die beiden Kandidatinnen, die wegen schlechter Leistung in ein Lipsync-Duell geschickt werden, alleine durch die Runway Challenge bestimmt. Auf diese Weise kann es auch passieren, dass die Gewinnerin einer Maxi Challenge ins Lipsync-Duell muss und sogar rausfliegen kann.

## Staffeln
| Staffel | Premiere         | Finale        | Gewinnerin      | Zweit-/Drittplatzierte     | Andere Titel                                                            | Anzahl der Kandidatinnen | Anzahl der Episoden |
| ------- | ---------------- | ------------- | --------------- | -------------------------- | ----------------------------------------------------------------------- | ------------------------ | ------------------- |
| 1       | 15. Februar 2018 | 5. April 2018 | Natalia Pliacam | Année Maywong Dearis Doll  | B Ella (Miss Congeniality) Anm1                                         | 10                       | 8                   |
| 2       | 11. Januar 2019  | 5. April 2019 | Angele Anang    | Kana Warrior Kandy Zyanide | Kandy Zyanide (Drag Pop Star) Anm2 Maya B'Haro (Miss Congeniality) Anm1 | 14                       | 13                  |

## Teilnehmerinnen

### Staffel 1
| Teilnehmerin    | Alter | Heimatort         | Platzierung                  |
| --------------- | ----- | ----------------- | ---------------------------- |
| Natalia Pliacam | 37    | Bangkok           | Gewinnerin                   |
| Année Maywong   | 30    | Bangkok           | 2./3. Platz                  |
| Dearis Doll     | 30    | Nakhon Pathom     | 2./3. Platz                  |
| B Ella          | 30    | Nakhon Ratchasima | 4. Platz (Miss Congeniality) |
| Amadiva         | 24    | Bangkok           | 5./6. Platz Anm              |
| JAJA            | 34    | Philippinen       | 5./6. Platz Anm              |
| Petchra         | 30    | Rayong            | 7. Platz                     |
| Morrigan        | 18    | Bangkok           | 8. Platz                     |
| Bunny Be Fly    | 25    | Nakhon Ratchasima | 9. Platz                     |
| Meannie Minaj   | 26    | Phrae             | 10. Platz                    |

### Staffel 2

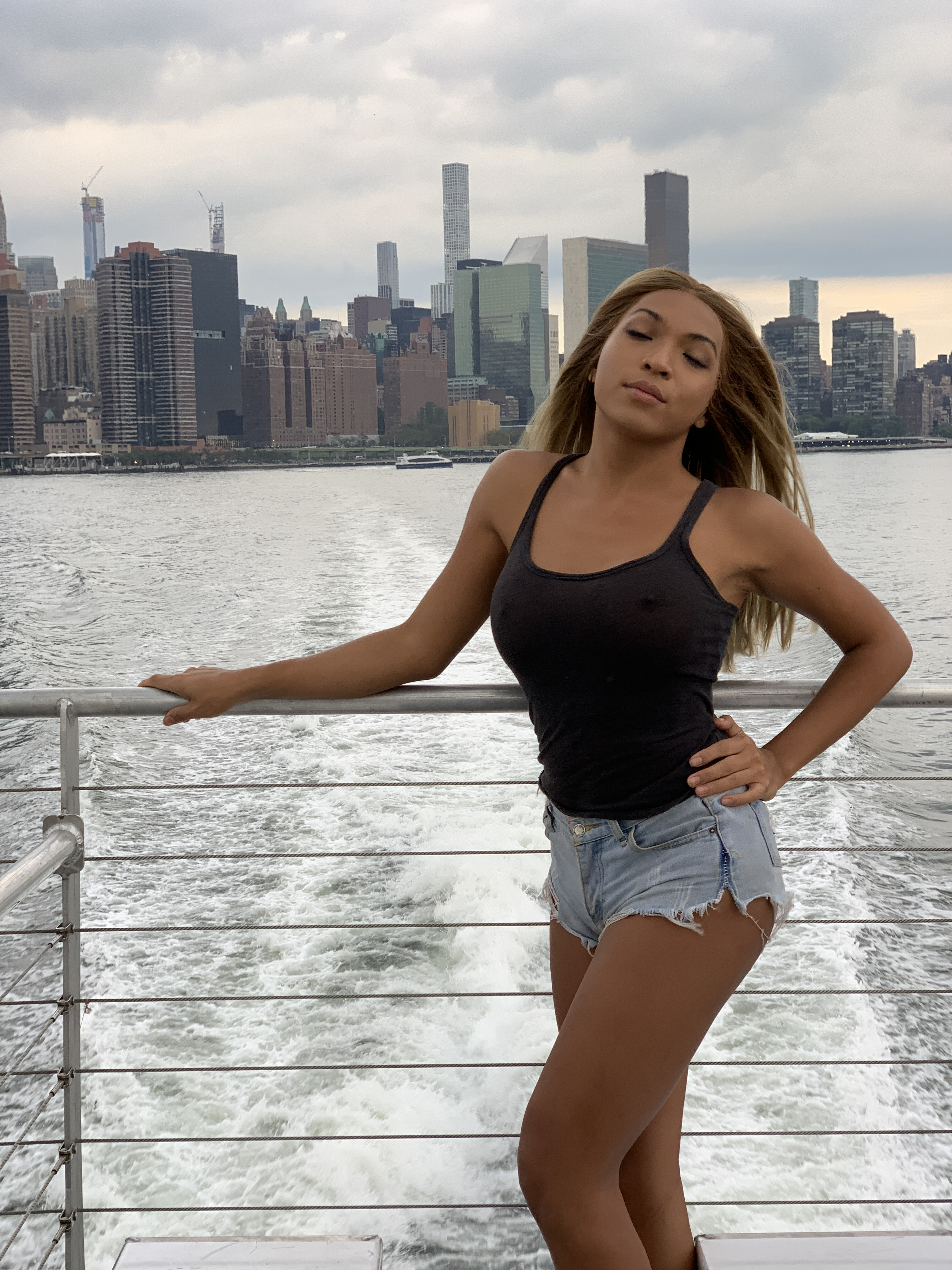
Gewinnerin Angele Anang

Bei der 2. Staffel war das Casting für alle Nationalitäten und alle Geschlechter offen. So war in der ersten Episode auch der Casting-Auftritt einer "Bio Queen" (Cis-Frau als Drag Queen) zu sehen. Nach Meannie Minaj in der ersten Staffel traten in der zweiten mit Kandy Zyanide und Angele Anang zwei Trans-Frauen an. Letztere ist die erste Trans-Person in einer Drag Race-Show, die eine Staffel gewonnen hat.
| Teilnehmerin       | Alter | Heimatort           | Platzierung                        |
| ------------------ | ----- | ------------------- | ---------------------------------- |
| Angele Anang       | 24    | Nakhon Ratchasima   | Gewinnerin                         |
| Kana Warrior       | 29    | Nakhon Sawan        | 2./3. Platz Anm1                   |
| Kandy Zyanide      | 26    | Chiang Mai          | 2./3. Platz Anm1 (Drag Pop Star)   |
| Bandit             | 34    | Phrae               | 4./5. Platz Anm2                   |
| Vanda Miss Joaquim | 29    | Singapur            | 4./5. Platz Anm2                   |
| Srimala            | 29    | Udon Thani          | 6. Platz                           |
| Tormai             | 28    | Nakhon Si Thammarat | 7. Platz                           |
| Genie              | 30    | Hongkong            | 8. Platz                           |
| Miss Gimhuay       | 24    | Chonburi            | 9. Platz Anm3                      |
| Mocha Diva         | 30    | Hongkong            | 10. Platz                          |
| Maya B'Haro        | 33    | Phuket              | 11. Platz (Miss Congeniality) Anm4 |
| Katy Killer        | 24    | Bangkok             | 12. Platz                          |
| Silver Sonic       | 22    | Khon Kaen           | 13. Platz                          |
| M Stranger Fox     | 33    | Bangkok             | 14. Platz                          |